# Dysphenges eichlini
Dysphenges eichlini là một loài bọ cánh cứng trong họ Chrysomelidae. Loài này được Gilbert & Andrews miêu tả khoa học năm 2002.